# 林靖軒 (藝人)
林靖軒（英語：Tiffany Lin，1997年2月27日—），綽號「三歲」，傳遞娛樂旗下藝人，2015年因參加網路知名節目《校花點點名》而被發掘。曾是校花女子團體TUD的成員。2020年，參與菱格世代Dancing Diamond 52選秀節目，是正式選手之一。

## 人物簡介

### 爸爸的支持
從小就愛唱歌的林靖軒，在就讀醒吾高中三年級時，從臉書粉絲專頁上得知《校花點點名》節目要去她們學校拍攝校花，當時她認為這與自己無關，並沒有太在意，後來才驚覺原來是爸爸向製作單位推薦，《校花點點名》要來學校尋訪拍攝的對象正是她自己。爸爸的「秘密行動」開啟了她邁向演藝之路的契機，之後她參加了由製作單位安排的一系列培訓課程，最終被選上成為 TUD 的一員。

### 承受言語霸凌
林靖軒初次錄製的《校花點點名》在播出後，因難以承受酸民的言語攻擊，讓當時年僅17歲的她淚灑車站廣場。在收視人口眾多的網路節目上，被冠以「校花」頭銜，常會遭到非理性的言語暴力，現在回想起來，她苦笑道：「習慣就好」。在歷來《校花點點名》的影片留言中，不難看到殺傷力較強的言語攻擊，例如：「長這麼醜也能當校花？」、「腿肥得像豬，是在選胖校花嗎？」、「這所學校的校花素質就是這麼糟！」等，在針對林靖軒個人的批評中，令人印象較深刻的就是：「長得像玖壹壹的洋蔥」。現在的她對言語霸凌已練就一套自我釋懷的方式，已能用較坦然的態度來面對。

### 家庭生活
由於父母離異，林靖軒從國中以後便由爸爸一手拉拔帶大，爸爸身兼母職的辛苦，讓貼心的靖軒看在眼裡，感恩在心裡。對於爸爸給予她與哥哥良好的照顧，除了感激，她也經常不忘分擔爸爸的辛勞，幫忙做家事、洗衣服等，她表示：「如果找老公，就要找和爸爸一樣的顧家好男人」，父女間的好感情，連哥哥看了都吃醋。

## 作品

### 音樂作品
林靖軒所屬的 TUD 女子團體，於2017年9月29日發行團體首張EP《Monster》，曲目如下：
| 曲序 | 曲目       | 作曲                 | 填詞           | 時長  |
| ---- | ---------- | -------------------- | -------------- | ----- |
| 1.   | Monster    | terrytyelee          | TUD            | 03:24 |
| 2.   | 我賴你賴我 | Victor劉偉德、許郁翎 | 許郁翎、詹詠淇 | 03:00 |
| 3.   | 不遠       | terrytyelee、王知音  | 林靖軒、許郁翎 | 04:20 |

### 戲劇作品
| 劇名           | 類型   | 播映頻道   | 飾演角色 | 首播日期      | 製作公司 | 地區 |
| -------------- | ------ | ---------- | -------- | ------------- | -------- | ---- |
| 《90後的我們》 | 電視劇 | 八大綜合台 | 妮妮     | 2019年5月14日 | 八大電視 | 臺灣 |
| 《額外旅程》   | 電視劇 | 東森戲劇台 | 小芬     | 2022年9月25日 | 東森電視 | 臺灣 |

### 影視綜藝節目
| 播出日期                     | 節目名稱         | 製作地區 | 播出頻道                                                                    | 單元主題                    | 備註         |
| ---------------------------- | ---------------- | -------- | --------------------------------------------------------------------------- | --------------------------- | ------------ |
| 2020年6月12日－ 2020年9月6日 | 《菱格世代DD52》 | 臺灣     | YouTube、中天綜合台、台視主頻、ETtoday新聞雲、愛奇藝台灣站、myVideo影音隨看 | (每集皆有參與)              | 組別：雪鑽石 |
| 2019年2月15日                | 《娛樂百分百》   | 臺灣     | 八大綜合台                                                                  | 誕生吧!劇星 (第五輪 - 決賽) |              |
| 2019年2月1日                 | 《娛樂百分百》   | 臺灣     | 八大綜合台                                                                  | 誕生吧!劇星 (第四輪)        |              |
| 2019年1月25日                | 《娛樂百分百》   | 臺灣     | 八大綜合台                                                                  | 誕生吧!劇星 (第三輪)        |              |
| 2019年1月18日                | 《娛樂百分百》   | 臺灣     | 八大綜合台                                                                  | 誕生吧!劇星 (第二輪)        |              |
| 2019年1月11日                | 《娛樂百分百》   | 臺灣     | 八大綜合台                                                                  | 誕生吧!劇星 (第一輪)        |              |
| 2018年5月19日                | 《我要當女一》   | 臺灣     | TVBS歡樂台                                                                  | 第一次考核                  |              |
| 2018年5月12日                | 《我要當女一》   | 臺灣     | TVBS歡樂台                                                                  | 分組決定賽                  |              |
| 2017年10月28日               | 《娛樂百分百》   | 臺灣     | 八大綜合台                                                                  | 百分百遊戲王                |              |

### 網路節目
- 校花點點名
- 愛情琳不靈

### 廣告
- CHOCOLA BB
- 手遊少年三國誌

## 外部連結
- 林靖軒 臉書粉絲專頁 （页面存档备份，存于）
- 林靖軒 Instagram
- 林靖軒 新浪微博